# 音楽ガッタス
音楽ガッタス（おんがくガッタス）とは、ハロー!プロジェクトメンバーらを中心としたフットサルチーム、『Gatas Brilhantes H.P.』の選抜メンバーで構成される女性歌手、女性アイドルのユニットである。

## メンバー
- 吉澤ひとみ ※キャプテン
- 石川梨華
- 里田まい
- 是永美記
- 仙石みなみ

### 卒業メンバー
- 真野恵里菜（2008年3月2日卒業）
- 武藤水華（2008年4月30日卒業）
- 澤田由梨（2009年8月30日卒業）
- 紺野あさ美（2011年3月31日卒業）
- 能登有沙（2011年10月31日卒業）

## 活動
2007年
- 6月19日、「Gatas Brilhantes H.P.」の選抜メンバーでユニットを構成し、CDをリリースする事が発表された。同時に2006年7月に引退した紺野あさ美がガッタスに復帰する事及びハロプロエッグから能登有沙・真野恵里菜・仙石みなみ・澤田由梨がGatas Brilhantes H.P.に加入する事が発表された（それ以外のメンバーは以前からGatas Brilhantes H.P.に在籍していた）。
- 7月12日、メンバーを発表。また、音楽ガッタスとして8月22日にシングル「鳴り始めた恋のBELL」（発表時はBELLは大文字）でCDデビューする事が発表された。
- 7月15日、この日のハロー!プロジェクトのコンサートで「鳴り始めた恋のBell」を初披露した。
- 8月13日、シングルCD「鳴り始めた恋のBell」の発売が「制作上の都合」によりシングルVと同じ9月12日に延期された。
- 9月12日、1stシングルCDとシングルV「鳴り始めた恋のBell」を発売。
- 12月5日、2ndシングル「やったろうぜ!」を発売。

2008年
- 2月6日、1stアルバム「1st GOODSAL」を発売。
- 2月10日 - 3月2日、初のコンサートツアーとなる『音楽ガッタス ファーストコンサートツアー2008春〜魅ザル 祝ザル GOODSAL!〜』を開催した。最終日には真野恵里菜がソロ歌手デビューの準備のために同日付で卒業する事が発表された（ハロプロエッグからの卒業は同月29日）。
- 4月30日、高校生としての生活に戻ることを理由に武藤水華が卒業（Gatas Brilhantes H.P.及びハロプロエッグも卒業）。

2009年
- 3月31日、ハロプロエッグの3人を除く5人がハロー!プロジェクトを卒業。翌日以降の新ファンクラブはM-line club所属となる（ハロプロエッグの3人はM-line clubとハロー!プロジェクトの掛け持ち）。
- 8月30日、澤田由梨が進学のため、ハロプロエッグ及び音楽ガッタスを卒業。

2010年
- 3月31日、M-line club所属ではなくなった。また、これ以降オフィシャルファンクラブページの更新が終了。

2013年
- 12月31日、中野サンプラザで行われた『Hello! Project COUNTDOWN PARTY 2013 〜 GOOD BYE & HELLO! 〜』で吉澤・石川・里田・真野・仙石が「鳴り始めた恋のBell」を披露。

2025年
- 3月28日、過去にリリースした全楽曲を翌29日より各サブスクリプション型（定額制）音楽ストリーミングサービスで配信開始することを発表[2]。

## 作品
販売元はすべてアップフロントワークス(zetima)。

### シングル
1. 鳴り始めた恋のBell（2007年9月12日）
  - モーニング娘。誕生10年記念隊に続いてドラリオンのイメージソングに起用される。
  - c/w DREAMIN'〜ガッタスブリリャンチスH.P.の応援歌〜
2. やったろうぜ!（2007年12月5日）
  - c/w 栄えろ羽ばたけ ガッタスブリリャンチスH.P.
3. Come Together（2008年9月10日）
  - c/w 愛されたい 愛されたい
4. READY! KICK OFF!!（2010年3月6日）
  - ライブ会場、及び通販限定発売。

### アルバム
1. 1st GOODSAL（2008年2月6日）

### 映像作品

#### DVD（シングルV）
- シングルV 鳴り始めた恋のBell（2007年9月12日）
- シングルV やったろうぜ!（2007年12月19日）
- シングルV Come Together（2008年9月24日）

#### DVD（コンサート）
- 音楽ガッタス ファーストコンサートツアー2008春〜魅ザル 祝ザル GOODSAL!〜（2008年5月28日）
- 音楽ガッタス ライブツアー2008冬 〜Come Together！〜（2009年3月11日）

## 出演

### イベント
- 音楽ガッタスデビューシングル発売記念トークライブ（2007年9月16日、サンストリート亀戸）[3]
- 第5回MELON GREETING（2008年8月18日、Shibuya O-EAST）
- 音楽ガッタス 3rdシングル『Come Together』発売記念イベント with bayfm『ON8』（2008年10月5日、SHIBUYA-AX）

### コンサート
- 音楽ガッタス ファーストコンサートツアー2008春〜魅ザル 祝ザル GOODSAL!〜（2008年2月10日 - 3月2日、3都市10公演）
- 音楽ガッタス ライブツアー2008冬 〜Come Together！〜（2008年12月7日 - 28日、3都市5公演）
- 音楽ガッタス ライブツアー2010春 〜ガッタス流〜（2010年3月6日 - 27日、3都市5公演）

### ラジオ
- ハイパーナイト 音楽ガッタスのGuts10☆ガッタス!!（2007年10月1日 - 2009年3月30日 CBCラジオ）